# Rapsodia
La rapsodia è una composizione musicale a un solo movimento, di carattere molto libero e variegato. Il termine è di origine greca ed indicava la presentazione da parte di un rhapsoidos, cantore o narratore, della parte di un poema nel corso di una narrazione epica.

## Forma stilistica
Non segue uno schema fisso, ma si presenta come un insieme di spunti melodici, anche molto diversi tra di loro per ritmo e armonia, che conferisce toni quasi improvvisativi alla composizione. Poiché si presenta come una sequenza di diversi episodi musicali, la rapsodia si presta facilmente ad avere un contesto tematico fisso, i cui molteplici aspetti sono presentati dai brani in essa contenuti. Da questo punto di vista la rapsodia si può considerare simile al poema musicale. Non è inusuale che la rapsodia abbia sfondo, o tema, patriottico.
Inventore di questa forma fu Franz Liszt, che diede ad essa un carattere perlopiù virtuosistico.
Jacques Rivière, comparando la musica di Ravel a quella di Debussy, nel 1911, definisce la prima impressionista nel senso dei contorni confusi e del colore dell'insieme, propri di ciò che definisce La rapsodia spagnola di Ravel. Per meglio far comprendere la rapsodia in tal modo illustrata ci parla poi, per contrasto, della «delicata giustezza dei contorni» che si trovano in Debussy: «Anche quando tutti gli strumenti si tuffano, si rivoltano, s'aggrovigliano e lentamente dalla loro stretta risalgono sgocciolando, la delicata giustezza dei contorni non è turbata. Limpida e tremolante distinzione, come attraverso il velo della calura il paesaggio che si muove appare più tenue e più chiaro: - l'orchestra di Debussy è continuamente divisa».

## Esempi celebri
- Rapsodia su un tema di Paganini e Rapsodia russa di Sergej Rachmaninov
- Due Rapsodie romene op. 11 di George Enescu
- Rapsodie slave, op. 14 e op. 45, di Antonín Dvořák
- Rapsodia in blu di George Gershwin
- Rapsodia, op.79 n. 2, di Johannes Brahms
- 19 Rapsodie ungheresi e Rapsodia spagnola di Franz Liszt
- Rapsodia satanica di Pietro Mascagni
- Rapsodia n. 1 per violino ed orchestra di Béla Bartók
- Schelomo, rapsodia ebraica per violoncello e orchestra, di Ernest Bloch
- America, rapsodia epica di Ernest Bloch
- Rapsodia spagnola, di Maurice Ravel
- Rapsodia orientale, op. 29, di Aleksandr Glazunov
- Première rhapsodie pour clarinette et piano, di Claude Debussy
- Italia, op. 11, di Alfredo Casella
- Bohemian Rhapsody e Innuendo, dei Queen
- American Rhapsody, di John Serry Sr. [2]
- Un giorno a Napoli di Italo Salizzato
- Venus Rapsody di Alain Maratrat.
- Rapsodia di Mia Martini
- Rapsodia croata di Maksim Mrvica
- Rapsodia di Andrea Bocelli
- Tiny Love di Mika
- August's Rhapsody in C Major dal film: La musica nel cuore - August Rush di Mark Mancina